# Omicron Herculis
Omicron Herculis (o Her, o Herculis) è una stella situata nella costellazione di Ercole. Dista 338 anni luce dal sistema solare e la sua magnitudine apparente è +3,82. 

## Osservazione
Si tratta di una stella situata nell'emisfero celeste boreale. La sua posizione moderatamente boreale fa sì che questa stella sia osservabile specialmente dall'emisfero nord, in cui si mostra alta nel cielo nella fascia temperata; dall'emisfero australe la sua osservazione risulta invece un po' più penalizzata, anche se la stella è comunque osservabile più a nord della latitudine 60° S. Essendo di magnitudine 3,82, la si può osservare anche dai piccoli centri urbani senza difficoltà, sebbene un cielo non eccessivamente inquinato sia maggiormente indicato per la sua individuazione.

## Caratteristiche fisiche
La stella è una gigante blu; la sua classificazione stellare è al confine delle classi B e A. È classificata come variabile Gamma Cassiopeiae e come stella Be, e come queste ruota piuttosto velocemente su se stessa, alla velocità di quasi 200 km/s. La stella è 3,5 volte più massiccia del Sole e risulta essere una binaria, con una compagna ad appena 0,1 secondi d'arco di distanza.
La stella si sta avvicinando al sistema solare, e fra poco più di 3 milioni di anni passerà ad appena 47 anni luce dalla Terra, arrivando a brillare di magnitudine -0,4, quasi quanto Canopo attualmente.